# Stary Cmentarz w Krośnie
Stary Cmentarz w Krośnie – założony poza ówczesnymi granicami miasta ok. 1786 r. po zamknięciu nekropolii przy Kościele Farnym pw. św. Trójcy. Cmentarz był użytkowany od początku lat 20. XX w., a zamknięty ostatecznie dla pochówków w 1954 r.

## Pochowani
Najstarszy zachowany nagrobek to obelisk Antoniego i Karoliny Schaytterów pochodzący z 1839 r. Twórcy nagrobków to m.in.: Wojciech Dudek, Piotr Kędzierski, Andrzej Lenik, Józef i Jan Paczosowie oraz Wojciech Wojtowicz. Przy pomniku w kształcie kamiennego kopca, cierniową koroną i orłem, wzniesionym w 1903 r. (staraniem Towarzystwa Wzajemnej Pomocy Uczestników powstania ku czci poległych powstańców styczniowych, autorstwa Andrzeja Lenika według projektu Napoleona Nawarskiego), odbywały się patriotyczne uroczystości. Napis na wmurowanej tablicy głosi: „Poległym w walce za Ojczyznę – w 40. rocznicę – obywatele miasta Krosna – r. 1903”. Tu znajduje się kamienny nagrobek: obeliskowy Karoliny i Antoniego Schaytterów z 1839 r. oraz pięciometrowej wysokości Antoniego i Wiktora Golachowskich z drugiej poł. XIX w., oraz czworoboczny obeliskowy, np. Antoniego Głowackiego z 1850 r., rzadką forma strzaskanej kolumny), liczne zdobione czworoboczne, z krzyżami na cokołach lub z rzeźbą, np. Chrystusa Dźwigającego Krzyż, lub Matki Boskiej Niepokalanie Poczętej. Najcenniejszym nagrobkiem jest kuty w czerwonym piaskowcu trembowlańskim grobowiec burmistrza Sylwestra Jaciewicza z 1895 r., autorstwa rzeźbiarza Józefa Sroczyńskiego z Dębowca.
Jest to miejsce pochówku osób zasłużonych w historii Krosna i okolicy (uczestnicy walk o niepodległość np. w 1812, 1846, 1863, 1918, 1920. burmistrzowie, radni miasta i powiatu, urzędnicy, duchowni, nauczyciele i lekarze, artyści, rzemieślnicy, kupcy) m.in.; gen. Edwarda Wereszczyńskiego h. Korczak, Franciszka Bernarda, kapitana Stanisława Mazurkiewicza, kapitana Rudolfa Mleczki, majora Władysława Gościńskiego, burmistrzów: Józefa Bergmana, dra Jana Kantego Jugendfeina, dra Augusta Lewakowskiego, Sylwestra Jacewicza, wiceburmistrza i organmistrza Stanisława Janika, lekarza i powstańca Juliusza Kallaya, artysty Stanisława Wojciecha Bergmana, architekta Napoleona Nawarskiego, publicysty, przemysłowca i powstańca Jana Nepomucena Gniewosza. Na cmentarzu są pochowani także inni powstańcy styczniowi.